# Playa Dorada
Playa Dorada es una localidad del partido de Mar Chiquita, (cuya cabecera es Coronel Vidal) al centro sur de la provincia de Buenos Aires, Argentina. La localidad aumentó su notoriedad a partir del extinto parador Playa Franka, playa nudista creada por Moria Casán.

## Población
El aglomerado Santa Clara del Mar incluye Santa Clara del Mar, Atlántida, Camet Norte, Frente Mar y las localidades del Mar Chiquita  de Santa Elena y Playa Dorada, Playa Dorada Santa Clara del Mar ¿Que Hacer?  siendo la población de 7,713 habitantes (Indec, 2010) y representando un incremento del 48% frente a los 5,204 habitantes (Indec, 2001) del censo anterior. Playa Dorada contaba con 165 habitantes (Indec, 2001).
|                                                | Norte: Santa Elena                                         |         |
| Oeste: Localidades del Partido de Mar Chiquita |                                                            | Este: - |
|                                                | Sur: Barrio Felix U. Camet (Partido de General Pueyrredón) |         |

- Datos: Q6078354